# Monarch (круизное судно)
Monarch of the Seas — круизное судно класса Sovereign, построено во Франции на верфи Chantiers de l'Atlantique в городе Сен-Назер в 1991 году. С 2013 по 2020 год эксплуатировался компанией Pullmantur Cruises, сменившей в этой роли компанию Royal Caribbean International.

## Характеристики
Водоизмещение судна составляет 73 937 тонн, длина 268,32 м, оно способно принять на борт до 2744 пассажиров, которые размещаются в двухместных каютах.
С 2007 года круизный лайнер впервые в мире возглавила женщина-капитан Карин Старе-Янсон из Швеции.

### Маршруты
Первый рейс состоялся 17 ноября 1991 года. Было принято решение об эксплуатации Monarch of the Seas в круизах длительностью 3 и 4 ночи. Круиз на три ночи включает в себя: отправление из порта Канаверал (штат Флорида, США), с заходом в Нассау (Багамы), Коко-Кей (Багамы), Канаверал. Круиз на четыре ночи включает в себя: отправление из порта Канаверал, с заходом в Коко-Кей, Нассау, Канаверал.

### Утилизация
Из-за пандемии COVID-19 билеты на лайнер перестали продаваться в связи с почти нулевым количеством пассажиров. Судно простаивало у причала, принося огромные убытки компании. Наконец, в 2020 году компания Pullmantur Cruises была признана банкротом, а судьба трех кораблей из ее флота - Monarch, Horizon и Souvereign - была решена. 30 июня 2020 года все три корабля прибыли в турецкий порт Алиага, где находится крупнейшая в мире площадка по утилизации списанных судов. За полтора месяца Monarch был полностью разобран на металлолом.

## Инциденты

### Авария у береговСинт-Мартен
15 декабря 1998 года, после эвакуации больного пассажира в Филипсбург, на острове Святого Мартина, Антильских островов, судно столкнулось с рифом (18°1.01' с.ш. 63°24.9' з.д.) и получило пробоину размером 40 на 2 метра по правому борту. Три водонепроницаемых отсека были полностью затоплены, некоторые из других - частично.

### Утечка газа
В 2005 году, в порту Лос-Анджелеса при обслуживании канализационных труб, произошёл выброс сероводорода в результате чего, погибли три члена экипажа и 19 получили отравление. Расследование показало, что смерть трёх членов экипажа была мгновенной, так, как они не имели средств защиты органов дыхания.

### Смерть капитана
38-летний капитан из Норвегии Джон Рене Клаузен был найден мёртвым в своей каюте утром 30 января 2006 года. Судно возвращалось в Лос-Анджелес после трёхдневного круиза в Мексику.

### Пропажа пассажира
31 декабря 2009 года на борту судна без вести пропала 23-летняя Неха Чикара. Согласно данным камер видеонаблюдения, в 4 часа 11 минут утра она выбросилась за борт с 11-й палубы лайнера. На поиски пропавшей отправились вертолёты и самолёт C-130 береговой охраны. Было обследовано около 9650 км² площади, однако поиски успехом не увенчались и 3 января 2010 года было объявлено об их окончании.
Согласно данным расследования, основной причиной поступка девушки были издевательства со стороны мужа и его родственников.